# De Golamã (Badaquexão)
De Golamã (Deh Gholaman) é uma cidade do Afeganistão, localizada na província de Badaquexão.